# Henotikon
De Henotikon (Oudgrieks: ἑνωτικόν: "acte van eenheid") werd in 482 uitgevaardigd door de Byzantijnse keizer Zeno, dit in een mislukte poging om de verschillen tussen de aanhangers van het Concilie van Chalcedon en de miafysieten te overbruggen. De Henotikon werd onbedoeld gevolgd door het Acaciaanse schisma.
In 482 werd Peter III de nieuwe patriarch van Grieks-orthodoxe kerk van Alexandrië. Peter III bleek een miafysiet, dit ondanks dat dit christologische gedachtegoed al door het Concilie van Chalcedon was veroordeeld. De Patriarch van Constantinopel, Acacius, bedacht een irenische formule van eenheid genaamd de Henotikon, die keizer Zeno vervolgens afkondigde zonder eerst overleg gepleegd te hebben met de bisschop van Rome of zonder eerst een synode van bisschoppen geraadpleegd te hebben. Door deze daad hoopte Zeno de steeds meer tot het miafysitisme geneigde provincies Egypte, Palestina en Syrië gunstig te stemmen. Deze provincies stonden onder toenemende druk van de Perzische Sassanidische dynastie.
Drie punten die de Henotikon bekrachtigde waren:
- de veroordelingen die op het concilie van Chalcedon over Eutyches en Nestorius waren uitgesproken;
- een expliciete goedkeuring van de twaalf anathema's van Cyrillus van Alexandrië; en
- het vermijden van elke verklaring of Christus nu één of twee naturen had; dit in een poging om tussen de niet-Chalcedonische en de Chalcedonische oosters-orthodoxe christenen te schipperen.